# 宮寺匡広
宮寺 匡広（みやでら まさひろ、1986年5月4日 - ）は、アメリカ独立リーグを中心にプレーした元プロ野球選手であり、フリーライターである。東京都武蔵村山市出身。

## 経歴
高校時代は日本大学第三高等学校硬式野球部に所属。1年浪人後、法政大学国際経営学部に入学するが、翌年再受験し、慶應義塾大学文学部に入学し直す。大学でも体育会硬式野球部に所属し、東京六大学リーグでプレーした。
大学卒業後、株式会社セブン&アイ・ホールディングス傘下の株式会社セブン‐イレブン・ジャパンに入社し、野球から離れるが、2013年に退職し、現役復帰。その後アメリカ、カナダ、オーストラリアなど、海外を中心にプレーしている。
2019年はカナディアン・アメリカン・リーグでのプレーを目指すも契約できる球団がなく、日本に帰国し、以降は野球選手としての活動は見られない。
選手として活動する一方、自身と同じように海外を中心に活動する野球人たちのインタビュー記事も書いており、著書に『NPB以外の選択肢―逆境に生きる野球人たち―』（彩流社）がある。

## プレー歴
- 2013年：ラスベガス・トレインロバーズ（英語版）（アメリカ独立リーグ、ペコス・リーグ）に所属しプレー。
- 2014年：オハイオ・トラベラーズ（アメリカ独立リーグ、IBL）に所属し、プレーしたのち、9月からシーズンが始めるオーストラリアに移動し、マッカーサー・オリオールズ（ニューサウスウェルズステイトベースボールリーグ）にてプレーする。
- 2015年：トロワリヴィエール・エーグルス（カナダ、カナディアン・アメリカン・リーグ）に所属するも、シーズン途中で解雇され、その後セミプロチームのショウニガン・カスケード（カナダ、ケベックメジャーリーグベースボール）でプレーする。
- 2016年：ソノマ・ストンパーズ（英語版）（アメリカ独立リーグ、パシフィック・アソシエーション・リーグ）に所属するが、就労ビザの取得が難航し、シーズン終盤にチームに合流し、出場試合も数試合に留まる。
- 2017年：前年と同じ、ソノマ・ストンパーズに所属し、シーズン通してプレーする。
- 2018年：ナパ・シルバラードス（英語版）（アメリカ独立リーグ、パシフィック・アソシエーション・リーグ）にて球団初の日本人選手としてプレー。シーズン中に同リーグのピッツバーグ・ダイアモンズ（英語版）に移籍。

## 著書
- 『NPB以外の選択肢―逆境に生きる野球人たち―』（彩流社）2017年7月7日 ISBN 978-4-7791-7094-2